# Spitzerberg
Spitzerberg är en kulle i Österrike.   Den ligger i distriktet Bruck an der Leitha och förbundslandet Niederösterreich, i den östra delen av landet, 40 km öster om huvudstaden Wien. Toppen på Spitzerberg är 302 meter över havet, eller 95 meter över den omgivande terrängen. Bredden vid basen är 1,2 km.
Terrängen runt Spitzerberg är platt åt sydväst, men åt nordost är den kuperad. Närmaste större samhälle är Hainburg an der Donau, 5,2 km norr om Spitzerberg. 
Trakten runt Spitzerberg består till största delen av jordbruksmark. Runt Spitzerberg är det ganska tätbefolkat, med 56 invånare per kvadratkilometer.